# Міжнародний кінофестиваль у Чикаго
Міжнародний кінофестиваль у Чикаго — щорічний осінній кінофестиваль, заснований у 1964 році, який є найстарішим заходом у Північній Америці.
Програма фестивалю складається з безлічі різних секцій, у тому числі Міжнародного конкурсу, конкурсу молодих режисерів, Docufest (укр. документального кіно), афро-американського кіно, кіно Америки та жіночого кіно.

## Програма міжнародних зв'язків
Програма міжнародних зв'язків була створена у 2003 році з метою підвищення рівня інформованості в міжнародній культурі кіно, привнесення різноманітності в Чикаго і для збільшення привабливості фестивалю для глядацької аудиторії і персоналу різних національностей. Іноземні фільми показуються безкоштовно щотижня по всьому місту з липня по вересень.

## Гран-прі: «Золотий Г'юго»
| Рік  | Переможець                                                                        | Режисер(и)                   | Країна                                                           | Джерело |
| ---- | --------------------------------------------------------------------------------- | ---------------------------- | ---------------------------------------------------------------- | ------- |
| 1965 | Обкладинка льодяника                                                              | Еверетт Чемберс              | США                                                              | [ 1 ]   |
| 1966 | Бусідо (Bushidō zankoku monogatari)                                               | Тадасі Імаі                  | Японія                                                           | [ 1 ]   |
| 1967 | Ось твоє життя (Här har du ditt liv)                                              | Ян Труель                    | Швеція                                                           | [ 1 ]   |
| 1968 | Невинність без захисту (Nevinost bez zastite)                                     | Душан Макавеєв               | Югославія                                                        | [ 1 ]   |
| 1969 | Ене, бене, рес (Ole dole doff)                                                    | Ян Труель                    | Швеція                                                           | [ 1 ]   |
| 1970 | Зелена стіна (La muralla verde)                                                   | Армандо Роблес Годой         | Перу                                                             | [ 1 ]   |
| 1971 | Мій дядько Антуан                                                                 | Клод Жютра                   | Канада                                                           | [ 1 ]   |
| 1972 | Невтішні миті                                                                     | Майк Лі                      | Велика Британія                                                  | [ 1 ]   |
| 1973 | Моргіана                                                                          | Юрай Герц                    | Чехословаччина                                                   | [ 1 ]   |
| 1974 | Піросмані                                                                         | Георгій Шенгелая             | СРСР                                                             | [ 1 ]   |
| 1975 | Земля обітованна (Ziemia obiecana)                                                | Анджей Вайда                 | Польща                                                           | [ 1 ]   |
| 1976 | З плином часу (Im Lauf der Zeit)                                                  | Вім Вендерс                  | Німеччина                                                        | [ 1 ]   |
| 1977 | Мисливці (Oi kynigoi)                                                             | Тодорос Ангелопулос          | Греція                                                           | [ 1 ]   |
| 1978 | Навіть Богу невідомо (A un dios desconocido)                                      | Хайме Чаваррі                | Іспанія                                                          | [ 1 ]   |
| 1979 | Віра Ангі                                                                         | Пал Габор                    | Угорщина                                                         | [ 1 ]   |
| 1980 | Аматор (Amator)                                                                   | Кшиштоф Кесльовський         | Польща                                                           | [ 1 ]   |
| 1981 | Свинцеві часи (Die bleierne Zeit)                                                 | Маргарете фон Тротта         | Німеччина                                                        | [ 1 ]   |
| 1982 | Приходь о п'ятій на зустріч, Джиммі Дін, Джиммі Дін                               | Роберт Альтман               | США                                                              | [ 1 ]   |
| 1983 | Південь (El Sur)                                                                  | Віктор Ерісе                 | Іспанія Франція                                                  | [ 1 ]   |
| 1984 | Руїни                                                                             | Мрінал Сен                   | Індія                                                            | [ 1 ]   |
| 1985 | Офіційна версія (La historia oficial)                                             | Луїс Пуенсо                  | Аргентина                                                        | [ 1 ]   |
| 1986 | Ласкаво просимо до Відня (Wohin und zurück)                                       | Аксель Корті                 | Австрія Німеччина Швейцарія                                      | [ 1 ]   |
| 1987 | Коклюш (Szamárköhögés)                                                            | Петер Гардош                 | Угорщина                                                         | [ 1 ]   |
| 1988 | Маленька Віра                                                                     | Василь Пічул                 | СРСР                                                             | [ 1 ]   |
| 1989 | Місто Зеро                                                                        | Карен Шахназаров             | СРСР                                                             | [ 1 ]   |
| 1990 | Цзюй Доу                                                                          | Чжан Їмоу                    | КНР Японія                                                       | [ 1 ]   |
| 1991 | Делікатеси                                                                        | Жан-П'єр Жене та Марк Каро   | Франція                                                          | [ 1 ]   |
| 1992 | Мрія світла (El sol del membrillo)                                                | Віктор Ерісе                 | Іспанія                                                          | [ 1 ]   |
| 1993 | Блиск (Kira kira hikaru)                                                          | Дзьодзі Мацуока              | Японія                                                           | [ 1 ]   |
| 1994 | 71 фрагмент хронології випадковостей (71 Fragmente einer Chronologie des Zufalls) | Міхаель Ганеке               | Австрія Німеччина                                                | [ 2 ]   |
| 1995 | Світло ілюзій (Maboroshi no Hikari)                                               | Хірокадзу Корееда            | Японія                                                           | [ 3 ]   |
| 1996 | Насмішка                                                                          | Патріс Леконт                | Франція                                                          | [ 4 ]   |
| 1997 | Зимовий гість                                                                     | Алан Рікман                  | Велика Британія                                                  | [ 5 ]   |
| 1998 | Діра (Dong)                                                                       | Цай Мінлян                   | Республіка Китай                                                 | [ 6 ]   |
| 1999 | Хвороба Закса (La maladie de Sachs)                                               | Мішель Девіль                | Франція                                                          | [ 7 ]   |
| 2000 | Сука-любов                                                                        | Алехандро Гонсалес Іньярріту | Мексика                                                          | [ 8 ]   |
| 2001 | За мою сестру! (À ma soeur!)                                                      | Катрін Брейя                 | Франція                                                          | [ 9 ]   |
| 2002 | Мадам Сата                                                                        | Карім Айнуз                  | Бразилія                                                         | [ 10 ]  |
| 2003 | Багряне золото (Talaye Sorkh)                                                     | Джафар Панагі                | Іран                                                             | [ 11 ]  |
| 2004 | Контроль                                                                          | Німрод Анталь                | Угорщина                                                         | [ 12 ]  |
| 2005 | Мій Никифор (Mój Nikifor)                                                         | Кшиштоф Краузе               | Польща                                                           | [ 13 ]  |
| 2006 | Феєрверки по середах (Chaharshanbe Suri)                                          | Асгар Фархаді                | Іран                                                             | [ 14 ]  |
| 2007 | Безмовний світ (Stellet Lijcht)                                                   | Карлос Рейгадас              | Мексика                                                          | [ 15 ]  |
| 2008 | Голод                                                                             | Стів Макквін                 | Ірландія                                                         | [ 16 ]  |
| 2009 | Клята Міссісіпі                                                                   | Тіна Мебрі                   | США                                                              | [ 17 ]  |
| 2010 | Як я провів цього літа                                                            | Олексій Попогребський        | Росія                                                            | [ 18 ]  |
| 2011 | Гавр                                                                              | Акі Каурісмякі               | Фінляндія                                                        | [ 19 ]  |
| 2012 | Корпорація «Святі мотори»                                                         | Леос Каракс                  | Франція                                                          | [ 1 ]   |
| 2013 | Мій любий Пепперленд                                                              | Гінер Салеем                 | Ірак                                                             | [ 20 ]  |
| 2014 | Президент                                                                         | Мохсен Махмальбаф            | Грузія Франція Велика Британія Німеччина                         | [ 21 ]  |
| 2015 | Дитинство                                                                         | Філіпп Клодель               | Франція                                                          | [ 22 ]  |
| 2016 | Сьєраневада                                                                       | Крісті Пую                   | Румунія Франція Хорватія Північна Македонія Боснія і Герцеговина | [ 23 ]  |
| 2017 | Штибу родина                                                                      | Дієґо Лерман                 | Аргентина                                                        |         |

## «Срібний Г'юго»

### Найкращий режисер
- 1988 — Тодорос Ангелопулос за фільм «Пейзаж у тумані»

### Найкращий актор
- 2016 —  Адріан Тітіені (Румунія) за Випускний[23]
- 2015 —  Алєксі Мат'йо та Джулс Ґьозелін (Франція) за Дитинство[en][22]
- 2014 — Антон Єльчін (США) за Некерований
- 2013 — Роберт Вєнцкевич (Польща) за Валенса. Людина з надії
- 2012 — Дені Лаван (Франція) за Корпорація «Святі мотори»
- 2011 — Магід Ель Кедвані (Єгипет) за 678
- 2010 — Юссуф Джаоро (Чад) за Людина, яка кричить
- 2009 — Філіппо Тімі (Італія) за Перемогати
- 2008 — Майкл Фассбендер (Ірландія) за Голод
- 2007 — Сем Райлі (Велика Британія) за Контроль
- 2006 — Юрген Фогель (Німеччина) за Вільна воля
- 1989 — Йорг Гудзун (НДР) за Фаллада — останній розділ
- 1987 — Автанділ Махарадзе (Грузія) за Покаяння

### Найкраща акторка
- 2016 — Ребекка Голл (ВБ) за Крістіна[23]
- 2015 — Ліззі Брошре (Франція) за Повний контакт[22]
- 2014 — Джеральдіна Чаплін (Велика Британія) за Піщані долари
- 2013 — Надешда Бренніке (Німеччина) за Банк-леді
- 2012 — Улла Скуг (Швеція) за Репутація мертвої людини
- 2011 — Олівія Колман (Велика Британія) за Тиранозавр
- 2010 — Ліана Ліберато (США) за Довіра
- 2009 — Джованна Меццоджорно (Італія) за Перемогати
- 2008 — Приті Зінта (Індія) за Рай на Землі
- 2007 — Юй Нань (Китай) за Весілля Туї
- 2003 — Людівін Саньє (Франція) за Крихітка Лілі

## Нагороди за життєві досягнення
Нагороду за життєві досягнення отримали Стівен Спілберг, Гелен Гант, Дастін Гоффман, Мартін Ландау, Ширлі Маклейн, Річард Аттенборо, Франсуа Трюффо, Джоді Фостер, Сіґурні Вівер, Робін Вільямс, Мануель де Олівейра, Клінт Іствуд та Кевін Клайн.

## Нагороди за кар'єрні досягнення
- Майкл Кітон (2014)
- Брюс Дерн (2013)
- Терренс Говард (2005)
- Сьюзен Серендон (2005)
- Ширлі Маклейн (2005)
- Роберт Земекіс (2004)
- Ірма П. Голл, Роберт Таунсенд та Гаррі Леннікс (2004)
- Аннетт Бенінг (2004)
- Робін Вільямс (2004)
- Ніколас Кейдж (2003)